# Дворцовый проезд (Москва)
Дворцовый проезд (до 1993 года — 1-й Дворцовый проезд, ранее Оранжерейная улица:151) — улица в Восточном административном округе Москвы в районе Вешняки.

## История
Проезд в Кускове назван Дворцовым в 1993 году по находившемуся в этом месте дворцу Шереметевых усадьбы Кусково:151. Ранее современный Дворцовый проезд составляли две стыкующиеся друг с другом под углом улицы — Оранжерейная и 1-й Дворцовый проезд (ранее 1-я Дворцовая улица), которые в середине 1990-х годов были объединены в одну улицу — Дворцовый проезд.

## Размещение
Дворцовый проезд находится между 3-й Музейной улицей и улицей Юности. Он упирается в Большой пруд усадьбы Кусково:151. Проезд представляет собой парковую аллею. На проезде отсутствуют здания и иные объекты. Дворцовый проезд является прогулочной зоной, по нему отсутствует регулярное движение общественного транспорта. В непосредственной близости от проезда расположен Голландский домик в Кусково, являющийся памятником архитектуры и имеющий культурную и историческую ценность. Позади него, в двух сотнях метров находится здание Эрмитажа усадьбы Кусково.

## Транспортная доступность
Ближе всего к Дворцовому проезду находится железнодорожная станция Кусково, на расстоянии от 1 до 2 км расположены станции метро Новогиреево и Перово. До проезда можно добраться с помощью наземного общественного транспорта — автобусов № 133, 133к, 620, 620м, 620ф и маршрутки № 157м, которые останавливаются на улице Юности.